# Сенеж (озеро)
Се́неж (Се́незьке озеро), (рос. Сенеж) — озеро в Солнечногорському районі Московської області, Росія. Лежить на Клинсько-Дмитровській гряді. Популярне місце риболовлі, підводного полювання, віндсерфінгу та кайтсерфінгу. Тут водяться судак, щука, окунь, плітка, короп, карась та інші види риби.

## Виникнення
Озеро Сенеж — це водосховище, яке утворилось у 1826 році в ході будівництва каналу між річками Сестра та Істра. Канал спорудили для того, щоб постачати каміння з Волги для будівництва Храму Христа Спасителя. На створення каналу пішло майже 25 років, але згодом він виявився непотрібним і його закинули. Сенеж — найдавніше водосховище в Московській області. Воно не дуже глибоке — у середньому 4–6 метрів.

## Персоналії
У 1898 році поруч з озером жив художник Ісаак Левітан.